# Presidente Bernardes (kommun i Brasilien, São Paulo)
Presidente Bernardes är en kommun i Brasilien.   Den ligger i delstaten São Paulo, i den södra delen av landet, 800 km sydväst om huvudstaden Brasília. Antalet invånare är 13 544.
Följande samhällen finns i Presidente Bernardes:
- Presidente Bernardes

Trakten runt Presidente Bernardes består i huvudsak av gräsmarker. Runt Presidente Bernardes är det ganska tätbefolkat, med 80 invånare per kvadratkilometer.